# تيربانيبولين
تيربانيبولين(Tirbanibulin) ، الذي يباع تحت الإسم التجاري كليسيري(Klisyri)، هو دواء يستخدم لعلاج التقران الشعاعي للوجه أو فروة الرأس.   فيتم استعماله لمدة خمسة أيام في المرض الخفيف مع إعادة التقييم بعد 8 أسابيع.   و يطبق على الجلد. 
تشمل الآثار الجانبية الشائعة لهذا العقار على : تفاعلات جلدية موضعية و حكة و ألمًا في الجلد.  إضافة إلى ذلك، فقد تشمل الآثار الجانبية الأخرى تقرحات الجلد.  هناك مخاوف من حدوث ضرر عند استخدامه أثناء الحمل من خلال نتائج التجارب على بعض أنواع الحيوانات ؛ و لذلك، فإن سلامة الحمل عند البشر غير واضحة.  إنه مثبط للأنابيب الدقيقة. 
تمت الموافقة على استخدام تيربانيبولين طبيًا في الولايات المتحدة في عام 2020 و بعدها مباشرة في أوروبا في عام 2021.   في المملكة المتحدة، تكلف دورة العلاج هيئة الخدمات الصحية الوطنية حوالي 60 جنيهًا إسترلينيًا اعتبارًا من عام 2022.  و يكلف هذا المقدار في الولايات المتحدة حوالي 1000 دولار أمريكي. 